# Веленій (Муреш)
Веленій (рум. Vălenii) — село у повіті Муреш в Румунії. Входить до складу комуни Акецарі.
Село розташоване на відстані 250 км на північний захід від Бухареста, 12 км на південний схід від Тиргу-Муреша, 88 км на південний схід від Клуж-Напоки, 115 км на північний захід від Брашова.

## Населення
За даними перепису населення 2002 року у селі проживали 808 осіб.
Національний склад населення села:
| Національність | Кількість осіб | Відсоток |
| -------------- | -------------- | -------- |
| угорці         | 759            | 93,9%    |
| цигани         | 44             | 5,4%     |
| румуни         | 5              | 0,6%     |

Рідною мовою назвали:
| Мова      | Кількість осіб | Відсоток |
| --------- | -------------- | -------- |
| угорська  | 763            | 94,4%    |
| циганська | 40             | 5,0%     |
| румунська | 5              | 0,6%     |